# Hexathelidae
Hexathelidae é uma família de aranhas migalomorfas, a única família incluída na superfamília monotípica Hexatheloidea. Os membros desta família, à semelhança do que acontece com a família Dipluridae, constroem teias em forma de funil, aproveitando fissuras e pequenos buracos nas rochas ou nas árvores.

## Características
As aranhas pertencentes a esta família são relativamente grandes, com um comprimento corporal que varia de 1 cm a 5 cm. São de cores escuras, desde o castanho ao negro, com uma placa brilhante cobrindo a parte posterior do corpo.
Partilham com as Dipluridae a presença de grandes fieiras. Os olhos destas aranhas estão densamente agrupados.
A maioria dos hexatélidos tem distribuição natural restrita à Austrália, Nova Zelândia e Ásia. Uma espécie ocorre na região do Mediterrâneo (a aranha negra Macrothele calpeiana), duas na América do Sul e duas na África Central.